# Lustra (album)
Lustra è il terzo album dell'omonimo gruppo pop punk statunitense Lustra, pubblicato il 12 febbraio 2003 su XOFF Records.

## Tracce
1. Roll – 3:03
2. Awake & Dreaming – 3:26
3. Scrambled – 5:57
4. Castro – 3:27
5. Sometimes – 4:01
6. Join the Club – 3:33
7. Brittania – 4:18
8. Destination Dance Floor – 3:08
9. Obsession – 3:43
10. Hit the Town – 3:10
11. Starry Eyed – 3:55
12. Papillon – 3:42

## Formazione
- Chris Baird - voce, basso
- Nick Cloutman - chitarra
- Bruce Fulford - batteria